# Satzung (Privatrecht)
Die Satzung ist bzw. die Statuten sind im Privatrecht die durch Rechtsgeschäft begründete Verfassung (Grundordnung) einer juristischen Person des Privatrechts, insbesondere von Vereinen, je nach Rechtskreis auch Stiftungen und Aktiengesellschaften mit Wirksamkeit für die ihr angehörigen oder unterworfenen Personen. Sie beruht zumeist auf einem Vertrag der Gründer der juristischen Person und kann durch nachträglichen Beschluss geändert werden. In der Regel schreibt das Gesetz für Satzungen einen bestimmten Mindestinhalt vor. Abhängig von der Rechtsform der juristischen Person kann die Satzung formbedürftig sein.
Während in Deutschland die Bezeichnung Satzungen üblich ist, ist im österreichischen und schweizerischen Vereinsrecht  die Bezeichnung Statuten gebräuchlich.

## Allgemeines
Die Satzung oder die Statuten einer privatrechtlichen Vereinigung ist Ausdruck der Privatautonomie. Sie hat trotz gesetzlicher Vorgaben an den Inhalt nicht den Charakter einer staatlichen Rechtsnorm. In der Normenhierarchie rangiert sie unterhalb der staatlichen Rechtsnormen.

## Deutschland

### Verein
Die Vorlage einer Satzung ist eine der Bedingungen, die ein Idealverein (§ 21 BGB) zur Anmeldung zum Vereinsregister erfüllen muss, um Rechtsfähigkeit zu erlangen (§ 59, § 60 BGB).
Der Mindestinhalt der Satzung eines eingetragenen Vereins ergibt sich aus § 57 BGB, § 58 BGB enthält Sollbestimmungen.
Zweck, Name und Vereinssitz sowie der Umstand, dass der Verein eingetragen werden soll, sind obligatorisch. Außerdem soll die Satzungen Bestimmungen enthalten
1. über den Eintritt und Austritt der Mitglieder,
2. darüber, ob und welche Beiträge von den Mitgliedern zu leisten sind,
3. über die Bildung des Vorstands,
4. über die Voraussetzungen, unter denen die Mitgliederversammlung zu berufen ist, über die Form der Berufung und über die Beurkundung der Beschlüsse.

Die Vereinssatzung kann, muss aber nicht schriftlich gefasst sein. Für eingetragene Vereine ist die Schriftform geeigneter für die Vorlage im Vereinsregister.
Änderungen der Satzung bedürfen zu ihrer Wirksamkeit ebenfalls der Eintragung in das Vereinsregister (§ 71 BGB).

### Stiftung
Durch das Stiftungsgeschäft muss die Stiftung auch eine Satzung erhalten. Das Stiftungsgeschäft unter Lebenden bedarf der Schriftform (§ 81, § 85 BGB).
Die Satzung muss Bestimmungen enthalten über
1. den Namen der Stiftung,
2. den Sitz der Stiftung,
3. den Zweck der Stiftung,
4. das Vermögen der Stiftung und
5. die Bildung des Vorstands der Stiftung.

### Aktiengesellschaft
Bei Gründung einer Aktiengesellschaft (AG) bedarf die Satzung der notariellen Beurkundung (§ 23, § 28 AktG). Der Anmeldung zur Eintragung in das Handelsregister ist die Satzung beizufügen (§ 37 Abs. 4 Nr. 1 AktG).
Bis zur Feststellung der Satzung durch notarielle Beurkundung besteht eine Vorgründungsgesellschaft, bis zur Eintragung in das Handelsregister eine Vorgesellschaft.
In der notariellen Urkunde sind gemäß § 23 Abs. 2 AktG anzugeben:
1. die Gründer;
2. bei Nennbetragsaktien der Nennbetrag, bei Stückaktien die Zahl, den Ausgabebetrag und, wenn mehrere Gattungen bestehen, die Gattung der Aktien, die jeder Gründer übernimmt;
3. der eingezahlte Betrag des Grundkapitals.

Außerdem muss die Satzung nach § 23 Abs. 3 AktG bestimmen
1. die Firma und den Sitz der Gesellschaft;
2. den Gegenstand des Unternehmens; namentlich ist bei Industrie- und Handelsunternehmen die Art der Erzeugnisse und Waren, die hergestellt und gehandelt werden sollen, näher anzugeben;
3. die Höhe des Grundkapitals;
4. die Zerlegung des Grundkapitals entweder in Nennbetragsaktien oder in Stückaktien, bei Nennbetragsaktien deren Nennbeträge und die Zahl der Aktien jeden Nennbetrags, bei Stückaktien deren Zahl, außerdem, wenn mehrere Gattungen bestehen, die Gattung der Aktien und die Zahl der Aktien jeder Gattung;
5. ob die Aktien auf den Inhaber oder auf den Namen ausgestellt werden;
6. die Zahl der Mitglieder des Vorstands oder die Regeln, nach denen diese Zahl festgelegt wird

sowie die Form der Bekanntmachungen der Gesellschaft (§ 23 Abs. 4 AktG).
Dabei gilt der Grundsatz der Satzungsstrenge. Gem. § 23 Abs. 5 AktG sind die Vorschriften des Aktiengesetzes in der Satzung nicht abdingbar.
Satzungsänderungen sind der Hauptversammlung vorbehalten (§ 119 Abs. 1 Nr. 5 AktG).

## Österreich

### Verein
Für die Errichtung eines Vereins ist nach dem Vereinsgesetz 2002 (VerG) die Vereinbarung von Statuten (Gründungsvereinbarung) durch mindestens zwei Personen erforderlich. Die Errichtung ist der Bezirkshauptmannschaft in ihrer Eigenschaft als Vereinsbehörde unter Vorlage der Statuten anzuzeigen. Die Vereinsbehörde prüft, ob die Gründung des Vereins nach seinem Zweck, seinem Namen oder seiner Organisation gesetzwidrig wäre und deshalb nicht gestattet werden kann. Prüfungsmaßstab ist Art. 11 Abs. 2 der Europäischen Menschenrechtskonvention (EMRK), der die zulässigen Einschränkungen der Vereinigungsfreiheit enthält. Bei positivem Abschluss des Prüfungsverfahrens entsteht der Verein als Rechtsperson und darf seine Tätigkeit aufnehmen (§§ 1, 2, 9, 11, 12 VerG).
Die Statuten müssen gemäß § 3 Abs. 2 Vereinsgesetz 2002 jedenfalls enthalten:
1. den Vereinsnamen,
2. den Vereinssitz,
3. eine klare und umfassende Umschreibung des Vereinszwecks,
4. die für die Verwirklichung des Zwecks vorgesehenen Tätigkeiten und die Art der Aufbringung finanzieller Mittel,
5. Bestimmungen über den Erwerb und die Beendigung der Mitgliedschaft,
6. die Rechte und Pflichten der Vereinsmitglieder,
7. die Organe des Vereins und ihre Aufgaben, insbesondere eine klare und umfassende Angabe, wer die Geschäfte des Vereins führt und wer den Verein nach außen vertritt,
8. die Art der Bestellung der Vereinsorgane und die Dauer ihrer Funktionsperiode,
9. die Erfordernisse für gültige Beschlussfassungen durch die Vereinsorgane,
10. die Art der Schlichtung von Streitigkeiten aus dem Vereinsverhältnis,
11. Bestimmungen über die freiwillige Auflösung des Vereins und die Verwertung des Vereinsvermögens im Fall einer solchen Auflösung.

### Stiftung
Die Privatstiftung wird durch eine zu beurkundende Stiftungserklärung errichtet und entsteht mit der Eintragung in das Firmenbuch (§ 7 Privatstiftungsgesetz - PSG). Sowohl für die Privatstiftung unter Lebenden als auch für jene von Todes wegen ist die Stiftungserklärung die wesentliche Rechtsgrundlage, vergleichbar mit der Satzung oder dem Gesellschaftsvertrag einer Kapitalgesellschaft.
Die Stiftungserklärung  hat nach § 9 Abs. 1 PSG jedenfalls zu enthalten:
1. die Widmung des Vermögens;
2. den Stiftungszweck;
3. die Bezeichnung des Begünstigten oder die Angabe einer Stelle, die den Begünstigten festzustellen hat; dies gilt nicht, soweit der Stiftungszweck auf Begünstigung der Allgemeinheit gerichtet ist;
4. den Namen und den Sitz der Privatstiftung;
5. den Namen sowie die für Zustellungen maßgebliche Anschrift des Stifters, bei natürlichen Personen das Geburtsdatum, bei Rechtsträgern, die im Firmenbuch eingetragen sind, die Firmenbuchnummer;
6. die Angabe, ob die Privatstiftung auf bestimmte oder unbestimmte Zeit errichtet wird.

Darüber hinaus regelt § 9 Abs. 2 PSG fakultative Inhalte, welche in die Stiftungserklärung aufgenommen werden können, jedoch typischerweise Eingang in Stiftungszusatzurkunden finden (§ 10 PSG).

### Aktiengesellschaft
Das Aktiengesetz bezeichnet die Satzung einer Aktiengesellschaft in § 2 Abs. 1 AktG als Gesellschaftsvertrag. Die weiteren Vorschriften sprechen dann aber von Satzung.
Die Satzung muss in Form eines Notariatsakts festgestellt werden. Der Anmeldung zur Eintragung in das Firmenbuch ist auch die Satzung beizufügen (§ 29 Abs. 2 AktG).
Die Satzung muss bestimmen (§ 17 AktG):
1. die Firma und den Sitz der Gesellschaft;
2. den Gegenstand des Unternehmens;
3. die Höhe des Grundkapitals, weiters ob Inhaber- oder Namensaktien ausgegeben werden;
4. ob das Grundkapital in Nennbetragsaktien oder Stückaktien zerlegt ist, bei Nennbetragsaktien die Nennbeträge der einzelnen Aktien, bei Stückaktien deren Zahl und, wenn mehrere Gattungen bestehen, die Gattung der einzelnen Aktien;
5. die Art der Zusammensetzung des Vorstands (Zahl der Vorstandsmitglieder);
6. die Form der Veröffentlichungen der Gesellschaft.

Aus historischen Gründen stimmen die gesetzlichen Regelungen im österreichischen Aktiengesetz mit dem deutschen Recht weitgehend überein.

## Schweiz
Die rechtlichen Grundlagen zum Verein finden sich im Schweizer Zivilgesetzbuch (Art. 60 ff. ZGB). Die Statuten (französisch statuts, italienisch statuti, rätoromanisch statuts) müssen in schriftlicher Form errichtet sein und über den Zweck des Vereins, seine Mittel und seine Organisation Aufschluss geben. Sind die Vereinsstatuten angenommen und ist der Vorstand bestellt, so ist der Verein befugt, sich in das Handelsregister eintragen zu lassen. Der Anmeldung sind die Statuten und das Verzeichnis der Vorstandsmitglieder beizufügen (Art. 61 ZGB).
Soweit die Statuten über die Organisation und über das Verhältnis des Vereins zu seinen Mitgliedern keine Vorschriften aufstellen, finden die Bestimmungen des ZGB Anwendung. Bestimmungen, deren Anwendung von Gesetzes wegen vorgeschrieben ist, können durch die Statuten nicht abgeändert werden (Art. 63 ZGB).
Die Stiftung ist in Art. 80 ff. ZGB geregelt. Sie wird durch eine öffentliche Urkunde (Stiftungsurkunde) oder durch eine Verfügung von Todes wegen errichtet, die auch die Organe der Stiftung und die Art der Verwaltung feststellt.

## Andere Länder
In Belgien, Frankreich und Italien kann die Aktiengesellschaft zusätzliche emittentenbestimmte Meldeschwellen in der Satzung festlegen.